# あしたのファミリア
『あしたのファミリア』は、樋口彰彦による日本の漫画作品。『月刊少年ライバル』（講談社）2010年1月号から2014年7月号(最終号)まで連載された。コミックスは全11巻。

## あらすじ
高校生・日月 明日が管理する集合住宅「日月館」に現れたのは、吸血鬼の少女ノイとその眷属でメイドの梔子嘲。彼女たちは今は無き明日の祖父、日月明寿との約束により日月館に無理やり住み着いてしまった。
日月館を舞台に「家族」たちの大騒ぎの日々が始まる。ノイの強大な魔力に惹かれて日月館に現れる怪異との戦いや日々の暮らしの中で明日たちの絆は深まっていく。しかし、次第にノイをめぐる様々な因縁が明らかとなっていく。

## 登場人物

### 日月館の住人
日月 明日（たちもり あした）
主人公。日月館の現管理人。16歳。3年前に両親を事故で亡くしている。
ノイ達が日月館に越してきた事で様々な出来事に振り回される。主人公なのになぜかあまり目立たないキャラクターだが、正義感が強く、仲間を守ろうとする気持ちは強い。掃除が得意で、毎日のように日月館のあらゆる箇所を掃除しているが、ノイ達の戦闘で度々破壊され嘆いている。日月館ではツッコミ役をしているが、現実的なボケをする嘲には「ツッコミづらいなぁ…」と発言している。
仲間を思う気持ちから怪異に立ち向かったり、四十九院への怒りから千疋の九字結界を破り四十九院の力に拮抗したりするなど、力強い一面を見せるものの、基本的には戦闘力は無い。住人からは「才能がない」と言われており、明日自身も自分がノイを守る力を持たないことに深く悩んでいる。だが実際には四十九院 夜路に力を封印されていた為、日月の剣が顕現できなくなっていた。
当初はノイたちが日月館で暮らすことを拒んだが、一度認めて以降はためらいなくノイたちを「家族」と呼ぶようになった。他人を許容する能力に長けており、自分を襲い傷つけたものでさえも許して受け入れてしまう。
女性に対して奥手のようで、呼乃花の水着姿から目が離せなくなることがあったりするがノイと呼乃花がどれだけ迫っても関係が全く進展していない。
ノイクローネ・フェルスティン・フォン・フォーゲルヴァイデ
本作のヒロイン。
赤い目をした金髪の少女で『災厄の凶つなる光』と呼ばれる伝説級の吸血鬼。普段はまわりから「ノイ」と呼ばれている。
いつも自信満々で物怖じしないが実は寂しがり。幼児体形で貧乳であることを気にしている。「のじゃ」が語尾につく。
唯一の和室である1号室を使っているが、狭いといって壁をぶちぬいてしまっている。
ノイが居る場所にはその強大な魔力に惹かれて「怪異」が集まってくる。自ら編み出した、半霧状態でダメージを拡散し攻撃時の一瞬のみ実体化して魔力を叩き込む、”血風霧戦（ニーベル・ファウスト）”による近接戦闘によって怪異と戦う。
日月の一族とは大正時代から関わりがあり、明寿により本来の力は封印されたままになっている。日月の血を飲むことで封印された力が解放され星崩しの怪異『不死王（ノスフェラトゥ）』に戻るが、それにより総てを破壊したいという衝動を抑えられなくなってしまうため、血を飲むことは拒んでいる。
明日に家族として受け入れられたことで再び心の安らぎを得るが、同時に自らの力が明日を含めた自分の家族を不幸にする危険を常に抱えていることに深く苦悩している。
梔子 嘲（くちなし せせら）
ノイの眷属で妖怪”貳口女（ふたくちおんな）”
常にみつあみのメイド姿で、日月館の家事全般は嘲が担当しており、明日からも「嘲が居なかったら家は回んないな」と言われているほど信頼されている。ヘビースモーカーで常に煙草をくわえている。
普段はセクハラ発言が多く明日やノイをけしかけて楽しむことが多いが、包容力があり常に家族を優しく見守っている存在。語尾に「っス」がつく。
明確な描写はないが、2号室を使用している模様。
ほぼ無限に伸びるみつあみを様々な攻撃や防御などに利用することが出来る。また、鬼撃病をヒントにして全方位殲滅攻撃”曼珠沙華（クラスターアマリリス）”を編み出した。戦闘では常に冷静で、相手の裏をかいて勝負を決めることが多い。
大正時代に関東大震災で主をなくしてさまよい、ノイと出会い眷族となる。主に対しては絶対服従であり、主の命令が眷属の喜びだと考えていたが、ノイと過ごす時間の中で自分の価値観が変化していたことを恋神業火との戦いで気づく。
御手洗 花子（みたらい はなこ）
ノイの眷属で幽霊”トイレの花子さん”
おかっぱの幼女で、ノイを「お姉さま」と慕う。独占欲が強く、ノイが明日と仲良くしていると激しく嫉妬する。
ノイに対するストーカー的行為により置いてきぼりを食らったため、遅れて日月館に現れた。そのままなし崩し的に三号室及び三号室横のトイレを占有している。
超小型ブラックホールの集合体”空間跳躍の御手（タキオン・グッズ）”を使い、次元転移や攻撃を行う。使用する際は巨大な黒い手が現れる。”空間跳躍の御手”の一撃はノイの”血風霧戦”を圧倒するほどの威力を持つが、そのコントロールには膨大なエネルギーを使い、また小さく高速で移動するような相手とは相性が悪い。
千疋 真備（せんびき まきび）
年齢不詳の人間。癖っ毛で長身。体中に無数の傷がある。陰陽道に通じており、高度な結界や式神を駆使する。
明日をからかうのが好きでよくちょっかいをかけている。明確な描写はないが、4号室を使用している模様。
子供の頃、親に捨てられたが、日月 明寿と出会い、日月館の住人となる。その後、死を目の前にした明寿からノイのことを託された。日月館に来る前も、式神を与えるなど時々ノイとは接触していたらしい。
ノイと明日の事を気にかけてはいるようだが、四十九院と接触したり、狗会と接触したりと行動に謎が多かった。9巻にて謎は解けていく。
めんどくさいから十年分の家賃を払うと言って、初日に600万ほどの札束を明日に渡している。

### 日月館に関連する登場人物
早乙女＝エイブラハム＝呼乃花＝ヘルシング（さおとめ＝エイブラハム＝このか＝ヘルシング）
賢人機関が日月館を監視するために送り込んだ、一見清楚な雰囲気を持つ巨乳の美少女。
オランダ人と日本人のクォーターで祖母が日本人。ケンブリッジ付属高校から交換留学に来たという設定で明日と同じクラスに転入し、以降日月館の隣に住む桜子の家にホームステイしている。
四代目ヴァン＝ヘルシングを最年少の6歳で襲名した、一族始まって以来の天才児である。
政府に吸収されてしまったヘルシング家を再興するため、幼い頃から自らが銃となるよう教育を受け戦いに身をおいてきたが、明日との出会いによって「早乙女 呼乃花」という自分を取り戻すことが出来た。また、当初は父を倒したノイの命を狙っていたが、現在はノイと互いに認め合う関係になっている。特に明日の優柔不断さについては深くわかりあえている。
賢人機関の実行部隊に所属しており、コードネームは『サンドリヨン』。銃火器の使用に長けており、主な火器として以下が登場している。
- デザートイーグル
- グロック（7巻における海でのやりとりでは17と発言しているが、その後使用した銃はセミ/フルオートの切り替えレバーがある18Cだった）
- 手榴弾（M67？）
- SMAW ロケットランチャー
- ベレッタ（会話に出てきただけで実際に使用した場面はなし）
- 使用はしていないものの、パンツァーファーストやM72A2ランチャー、ベネリ M4 スーパー90 コンバットショットガンが火器の手入れをする場面で登場している。。

またヘルシング家に受け継がれる『ハレルヤ・カスタム』と呼ばれるトランク型の火器を使用する。通常はマシンガン的な使用をするが「アンチ・マテリアル・ライフル」と呼ぶバレルの長い強力な破壊力を持った形態での使用も可能。巨大な操り人形である「殲滅型対吸血鬼撃滅人形クルースニク」を使うことも出来る。
宮ノ森 桜子（みやのもり さくらこ）
日月館の隣に住むおばちゃん。明日のことを気にかけてくれている。
誰でも何事でも柔軟に受け入れてしまう。ノイと呼乃花が庭で戦闘を繰り広げていても全く動じない。
両親が亡くなった際、管理人が代々肌身離さず持つものだといって日月館の鍵を明日に渡した。
オリビア
千疋の古い知り合い。修験道の流れを汲む名家の出身で、式神の仕込みから薬僧としての知識まで幅広くもっているがオカマ。子供の頃、日月 明寿と付き合いがあった。本名は雅虎だが本名を呼ぶと激怒する。
恋神業火との戦い以降、住人の治療を手伝ってくれている模様。
日月 虎鉄（たちもり こてつ）
家猫の怪異”猫亦（ネコマタ）”
温泉旅館とらがねやの番頭。かつて明寿に対して賢人機関が送り込んだ飼い猫だったが、明寿の力を受けて怪異化した。
日月館の管理人が正式に引き継がれなかったときのため、明寿の外部記憶（バックアップ）の役割を持たされている。また、明寿の記憶を持っているため、短時間だが日月の剣を使うことができる。
明日に明寿の記憶を移して明寿を復活させようとしたが、日月館の住人たちにより阻止された。その際、明寿の記憶の断片を明日に見せている。
怪異鎌鼬の刃より削りだした仕込み妖刀”崩月（ホウヅキ）”を使う。
日月 明寿（たちもり めいじゅ）
明日の祖父で故人。
日月神社の御神刀を賢人期間が改修した日月の剣を使いこなし、四十九院と渡り合うなどかなり高い戦闘能力を持っている。また、高度な術や式神も駆使する。
昭和初期に、封印を解くために襲撃してきたノイと出会い、受け入れる。後日、ノイの帰る場所を作るため、また家族となるために日月館を作った。ノイに対しては『日月館は日月家が責任を持って管理しノイの安息と安寧を最善を以って約束する』と約束し、日月の鍵を2つに分けてノイに渡している。
襲ってきた四十九院をも受け入れ、日月館に住ませるが、賢人機関の命令で日月館が閉鎖されそうになった際に、四十九院に襲われ重症を負い、ノイの封印を解かれてしまった。その後、四十九院を倒し、ノイの求めに応じて再び封印した。この際、ノイを自分の子供たちへと託す発言をしている。

### 四十九院
四十九院 夜路（しじゅうくいん よみち）
49の怪異を統べる夜の王。
少年の外見をしているが、左目が黒い。この左目は邪魅の隻眼と呼ばれ、見た物の物理法則を自在に変化させ攻撃することが出来る。
ノイクローネに日月の血を吸わせ、不死王の力を持って人間を駆逐し、ノイクローネが真に生きられる怪異だけの世界を作ることを願っている。
大正時代、賢人機関の討伐を受けた際に本部を含めた世界各地の支部の内60%を壊滅させ、その後の手出しを諦めさせている。
昭和初期、明寿やノイとともに日月館で暮らしたことがある。ここで明寿たちと関わることで、内面的に少し変化が見られたが、明寿の娘が病気で死にかけたことで生まれて初めて”恐怖”を感じる。それにより、自分よりも残酷な抗うことの敵わない『運命というもの』があることを知る。そこから、大切な人の死を恐れることから逃れるため、恐れるくらいなら壊してしまえばいいと考えるに至る。そのため、明寿とノイ、四十九院が一箇所に集まることを恐れた賢人機関が日月館の解体命令を出した際に、共に賢人機関と戦おうとした明寿を後ろから襲い、その血を以ってノイの封印を解く。しかし、ノイを守ろうとした明寿によって退けられる。
現代にノイが再び現れたことで、ノイの封印を解くために再び活動を始めるが、狗会の謀略により住んでいるビルごと爆破されて生死不明となる。
人間社会を利用し、いくつもの会社を経営していたため、豊富な資金力を持っていた。
恐神曇天（オソガミドンテン）
4門外が壹、朱盆（シュノボン）
巨躯で褐色の肌を持つ壮年男性の外見で夜路のボディーガード的存在。四十九院に忠実に従う。四十九院が経営する会社の業務の殆どを任されており、ブラックカードも持たされている。
実体は褐色の肌に白い髪の少女。巨躯は普段から装備している大鎧で、攻撃に特化した『汐招（シオマネキ）』形態に変形させて使用することも出来る。
四十九院がビルごと爆破された際に、満身創痍で脱出して日月館の住人に四十九院に起こったことを伝えた。意識を取り戻した後、明日に、明寿・ノイ・四十九院に起こった昭和初期の出来事を語る。
過去現在において起こった総ての災厄はノイが元凶であると考えており、ノイを殺したいほど憎んでいた。しかし、明日とのかかわりによって考えを改め、5号室の住人となる。
四十九院の身の回りの世話は大抵やっていたらしいが食事の支度については未経験だったらしく、嘲から料理を習う描写がある。
根が真面目な為、四十九院から赤ん坊に乳を与えろといわれて取り乱したり、嘲にだまされてヒラヒラの可愛いメイド姿にされてしまったりしている。
斑神ハロ（マダラガミハロ）
4門外が貳、幻視の怪異、影鰐（カゲワニ）
ドレッドヘアで少年の外見をしている。
動きのクセ、呼吸、匂い、毛穴の数まで完全にコピーする『錯日（トロイ）』を使う。ノイに化けて明日の前に現れたが、発言の違和感からあっさり見破られてしまった。
恋神業火（コイガミゴウカ）
4門外が參、火盗魔（ヒトリマ）
太った中年女性の外見をしている。怪異を操ることが出来、瀬戸大将、土蜘蛛、脛擦を従えて、日月館に攻撃を仕掛けてきた。
恋神業火に意識を盗まれると所有物となってしまう。嘲を所有物とすべく病佗の毒をベースに調合した毒を使ったが、嘲の作戦により敗れる。

### 賢人機関
狗会万月（いぬかい まんげつ）
賢人機関亜細亜支部局長。『ウィザード・オブ・オズ』の名を持つ。
元傭兵で、賢人機関中国支部にて手柄を上げ、賢人機関のトップである三賢老の勅令によりアジア支部局長となった。
一見へらへらした優男だが、「ギロチン」のあだ名を持つ恐ろしく頭の切れる男。
かつて、自分の唯一の家族と呼べる存在と怪異に関連する何らかの出来事があったらしく、怪異は総て滅殺すべきと思い定めて行動している。
四十九院への攻撃により更迭されるが、亜細亜支部の解体によって新たに作られた3支部の局長を総て手中に収めており、引き続き亜細亜支部における実権は握っている様子である。
國府神 十（こうがみ つなし）
四十九院配下の貪婪の怪異「4門外が四、弩弓首（オオクビ）」として登場したが、狗会が送り込んだスパイだった。賢人機関では狗会の秘書という扱いになっている。
他の怪異の能力を喰らい己の物とする能力を持つ。総ての怪異を葬った後で、最後に残った國府神を狗会が葬るという契約になっている。
犀藤（さいとう）
呼乃花の上司である中年の男性。千疋とも知り合いで、日月館を保護するような対応を取ってくれている。
天蜂（ティエンフォン）・地蜂（ディーフォン）
双子の姉妹でまだ幼いが『ヘンゼル・アンド・グレーテル』の名を持つ。
亜細亜支部の解体によって新たに作られた3支部の局長で、ピアス形のタリスマンに圧縮封印されている対怪異殲滅兵器『虹の弓に雷の矢』を与えられているが、この武器により精神まで侵食されている。
嘲に攻撃を仕掛けるが、花子の救援と嘲の”曼珠沙華（クラスターアマリリス）”により敗北する。敗北後は武器を取り上げられると記憶が曖昧になってしまった。その後犀藤家に引き取られた。
早乙女＝エイブラハム＝嵐＝ヘルシング（さおとめ＝エイブラハム＝あらし＝ヘルシング）
賢人機関特務部隊『狗』第二小隊長で『ボーイ・クライド・ウルフ』の名を持つ。
亜細亜支部の解体によって新たに作られた3支部の局長の一人で、腕輪形のタリスマンに圧縮封印されている対怪異殲滅兵器『神槌ウコンバサラ』を与えられている。
妹である呼乃花に敗れ、四代目ヴァン＝ヘルシングの銘を継ぐことができなかった過去を持つ。
初代、二代目のヴァン＝ヘルシングが使用した『メサイヤIII』と呼ばれるトランク型の火器を使用する。これは呼乃花が使用する『ハレルヤ・カスタム』のプロトタイプであり、クルースニクの量産機「塵殺型対吸血鬼撃滅人形ヴェドゴーニャ」を使うことも出来る。
ネイサン・モーガン
『ブレーメン・オブ・ミュージシャン』の名を持つ。
亜細亜支部の解体によって新たに作られた3支部の局長の一人で、指輪形のタリスマンに圧縮封印されている対怪異殲滅兵器『ユバルの竪琴』を与えられている。
12歳で三賢老に見初められ、以降数千の怪異を屠った賢人機関ニューヨーク支部開設以来の天才。

## 怪異
瀬戸大将（セトタイショウ）
灼物の怪異。打ち捨てられた瀬戸物に力を与え怪異化させた付喪神。自我もなくただ破壊衝動のみで動く。日月館に現れたがノイに瞬殺された。四十九院により送り込まれた。
土蜘蛛（ツチグモ）
壷毒の怪異。八握脛（やつかはぎ）とも呼ばれる壷毒が怪異化したもの。日月館に現れたがノイに瞬殺された。
鎌鼬（カマイタチ）
太刀風の怪異。両腕に「刃」を持ち、刃の厚さは最薄部で僅か数ミクロン。分子と分子の間に刃を「入れる」ことで相手を切り裂く。ノイと呼乃花の共闘により倒された。刃は嘲が持ち帰って包丁にしたらしい。
脛擦（スネコスリ）
黒狗の怪異。元は夜道を歩く人の足の間にまとわりつき転ばすだけの怪異だったが四十九院の眷属となってから人を襲うようになった。複数で日月館に現れたが千疋に瞬殺された。四十九院により送り込まれた。
白畝（シロウネリ）
古布の怪異。あらゆるものに自身を侵食させ「潜る」ことができる白き鮫。ノイと呼乃花の共闘により倒された。四十九院により送り込まれた。
鬼髪（キホツ）
執心の怪異。ノイが変装に使用した鬘に、日月館に帰りたいという想いが篭もり怪異化した。ノイに化けた影鰐により倒された。
病佗（ヤミダ）
必殺の怪異。病だの毒に因る怪異にのみ発症する”鬼撃病”をもたらす。恋神業火が嘲を手に入れるために使用した。
旧鼠（キュウソ）
夜走の怪異。明日の力を試すために虎鉄がけしかけた。虎鉄の眷属。
震々（ブルブル）
結氷の怪異。大気中の水蒸気を凍らせる怪異。千疋が倒した。
猿ノ経立（サルノフッタチ）
豪腕の怪異。四十九院四十九柱の一柱。高強度コンクリートをも砕く金剛力を持つ。國府神に能力を吸収され倒された。
赤鱏（アカエイ）
海槍の怪異。
大魚悪桜（タイギョアクル）
島喰いの怪異。四十九院四十九柱の一柱。島を喰い荒しそれを糧にさらに巨大化する。
陰摩羅鬼（オンモラキ）
四十九院さえ従わせることができなかったという伝説級怪異。北京に出現したが、狗会と國府神がふたりで殲滅した。
牛御前（ウシゴゼン）
大角の怪異。
鎚蛇（ツチヘビ）
四十九院四十九柱の一柱。明寿に対して四十九院が仕掛けたが、明寿が日月の剣で倒した。
笈化物（オイノバケモノ）
文箱の怪異。明寿の時代の日月館に現れた。
手長足長（テナガアシナガ）
偽装の怪異。1体に擬態し、獲物が懐に入ったところで分離して挟撃する。ノイと曇天の連携により倒された。
青鷺火（アオサギノヒ）
龍灯の怪異。呼乃花により倒された。
骨女（ホネオンナ）
牡丹灯籠の怪異。放課後の学校に現れたが呼乃花により倒された。

## 用語
日月館
太刀守神社の跡地に明寿とノイによって昭和10年に建築された。
木造二階建てで、管理人室の他に住人用として6号室まである。トイレ、浴室（大浴場あり）は共同。自転車置き場、専用庭がある。
2階の物置には明寿が持っていた数々のお宝が眠っているらしい。
日月家
代々太刀守神社の宮司・巫女を勤めてきた。本来女しか生まれない家系で、男が生まれたのは明寿と明日のみとなっている。また、明寿の母の代からノイと関わっている。
日月の鍵
太刀守神社の神刀を元にして賢人機関が改修したもの。普段は日月館の鍵の形をしているが戦闘使用時には巨大な剣となる。
真の姿は総ての怪異を平伏させ”管理”せしめる豪なる剣とされており、明日の持つ「阳（ヨウ）」の鍵とノイの持つ「阴（イン）」の鍵の両方を合わせることで完全な力を発揮する。
明日の母が管理人を正式に引き継がないまま死んでしまったため、明日はその使用方法を知らない。
吸血鬼（ヴァンパイヤ）
五感が人間よりも圧倒的に優れているから強い光や匂いを嫌うがそれも個人の趣向による程度でしかない。
生命の根源となる血液を奪い魔力へと還元することが出来る。
星崩しの力
無限の破壊衝動を生み出し、己のみが世界に残ろうとする、自らの心身をも変質せしめる覇王の力。
「他者を恐れるが故に他者を排除する、絶対的孤独を求める絶望因子とでも言うべきか」と曇天は語っている。
ヘルシング家
「ドラキュラ」を滅した初代ヘルシング教授が作った財団。後継者は代々”ヴァン＝ヘルシング”の銘を継ぐ。
かつては対怪異戦闘の総本山とまで言われた一族だったが、三代目がノイに大敗したことで名門の権威は失墜した。それからヘルシング家は衰退の一途をたどり財団は解体された。
賢人機関
古来より人間世界の調律を守ってきた頭脳集団（シンクタンク）で、人に害を為す怪異を屠り、世界のバランスを保っている。
三賢老によって管理されている。ノイ、四十九院などの怪異だけではなく、日月家についても常に監視下においている。
四十九院四十九柱
怪異の中でも一種族につき一個体しか存在しない特殊個体。総じて強力な力を持った伝説級の怪異。
怪異
妖怪や怪物の総称。賢人機関では怪異を以下の３段階に分類している。
- 民話級（フォークロア）

瀬戸大将や白畝のように器物が力を与えられて作られた怪異。付喪神や式神など。
- 業話級（プレクサス）

自然発生した野生の怪異で民話級に比べ強力な個体が多い。鎌鼬や土蜘蛛など。
- 伝説級（レジェンダ）

最強クラスの力と自我を併せ持つ人の形をした怪異。特殊能力を持つものも多くなる。ノイたちもここに含まれる。

## 単行本
1. 2010年04月02日発売 ISBN 978-4-06-380104-0
2. 2010年08月04日発売 ISBN 978-4-06-380121-7
3. 2011年03月04日発売 ISBN 978-4-06-380156-9
4. 2011年08月04日発売 ISBN 978-4-06-380177-4
5. 2011年12月28日発売 ISBN 978-4-06-380198-9
6. 2012年06月04日発売 ISBN 978-4-06-380218-4
7. 2012年11月02日発売 ISBN 978-4-06-380242-9
8. 2013年05月02日発売 ISBN 978-4-06-380266-5
9. 2013年10月04日発売 ISBN 978-4-06-380286-3
10. 2014年03月04日発売 ISBN 978-4-06-381309-8
11. 2014年07月04日発売 ISBN 978-4-06-381328-9

## イメージソング
「N/A」
作詞、編曲 - 岡本隆司 / 作曲 - 山路マキナ
『月刊少年ライバル』公式サイトにて、フルバージョンのMP3データが配信された。YouTubeではショートバージョンが公開されている。